# عوديد كوتلر
عوديد كوتلر (بالعبرية: עודד קוטלר‏) (من مواليد 5 مايو 1937) هو ممثل ومخرج مسرحي إسرائيلي.
حصل على جائزة إسرائيل في الفن في عام 2022.
اشتهر بدوره في فيلم «ثلاثة أيام وطفل» (1967) حيث حصل على جائزة مهرجان كان السينمائي لأفضل ممثل، وترشيح لجائزة غولدن غلوب للنجم الصاعد. 

## أفلام مختارة
- ثلاثة أيام وطفل (1967)
- كل نذل ملك (1968)
- مايكل (1976)

## روابط خارجية
- عوديد كوتلر في قاعدة بيانات الأفلام على الإنترنت